# Черв'янка (Омутинський район)
Черв'я́нка (рос. Червянка) — присілок у складі Омутинського району Тюменської області, Росія.
Стара назва — Чернявка.
Населення — 148 осіб (2010, 179 у 2002).
Національний склад станом на 2002 рік:
- росіяни — 84 %